# Habroptila wallacii
Habroptila wallacii là một loài chim trong họ Rallidae đặc hữu đảo Halmahera ở Bắc Maluku, Indonesia, nơi nó sống ở các đầm lầy sago gần với các khu rừng. Bộ lông của nó có màu đá bảng đen-xám, một cái mõ dài, đày và chân màu đỏ tươi. Khó quan sát loài chim nhút nhát này vì nó sống trong môi trường rậm rạp khiến việc nghiên cứu thông tin về nó bị hạn chế.